# Dariusz Bojda
Dariusz Bojda (ur. 1967 w Brennej) – polski poeta, prozaik i aktor. Autor kilkunastu tomików poetyckich wydanych własnym sumptem, a także kilku opublikowanych przez renomowane wydawnictwa, m.in. Dzień do widzenia.
Karierę poetycką zaczął w 1983 w grupie poetyckiej sformowanej wokół Środowiskowego Domu Kultury w Chybiu. Debiutował w 1989 tomikiem poetyckim Bojduś Pan, wydanym nakładem własnym, lecz dostrzeżonym także przez krytykę.
W początkach XXI wieku współpracował z krakowskim Teatrem Eloe jako członek zespołu artystycznego. Jego teksty prozatorskie publikował m.in. miesięcznik „Ha!art”, „Przegląd kulturalny” i kwartalnik „Fa-Art”.